# Klapalekia
Klapalekia is een geslacht van steenvliegen uit de familie borstelsteenvliegen (Perlidae). De wetenschappelijke naam van het geslacht is voor het eerst geldig gepubliceerd in 1936 door Claassen.

## Soorten
Klapalekia omvat de volgende soorten:
- Klapalekia augustibraueri (Klapálek, 1916)